# Junge Herzen
Junge Herzen ist ein deutscher Spielfilm der UFA, Berlin, der von seinem Verleih, der Deutschen Filmvertriebs GmbH, Berlin am 30. November 1944 im Astor, Berlin uraufgeführt wurde.
Der von Rolf Meyer und Christian Munk nach E. W. Dröges Roman Ohne Sorge in Sanssouci (1938) geschriebene und von Boleslaw Barlog inszenierte Liebes- und Musikfilm erzählt die Geschichte des jungen Pianisten Horst Kuhlmann, der sich in eine junge Frau, Luise, verliebt und mit ihr und ihrer Freundin den Spaß hat, den er an seinem Konservatorium vermisst. Als die Freundschaft zu den beiden jungen Frauen ihn so von seinem Studium ablenkt, dass dieses gefährdet ist, verhilft Luise ihm zu der Einsicht, dass die Liebe warten sollte, bis er seine Ausbildung beendet hat.

## Handlung

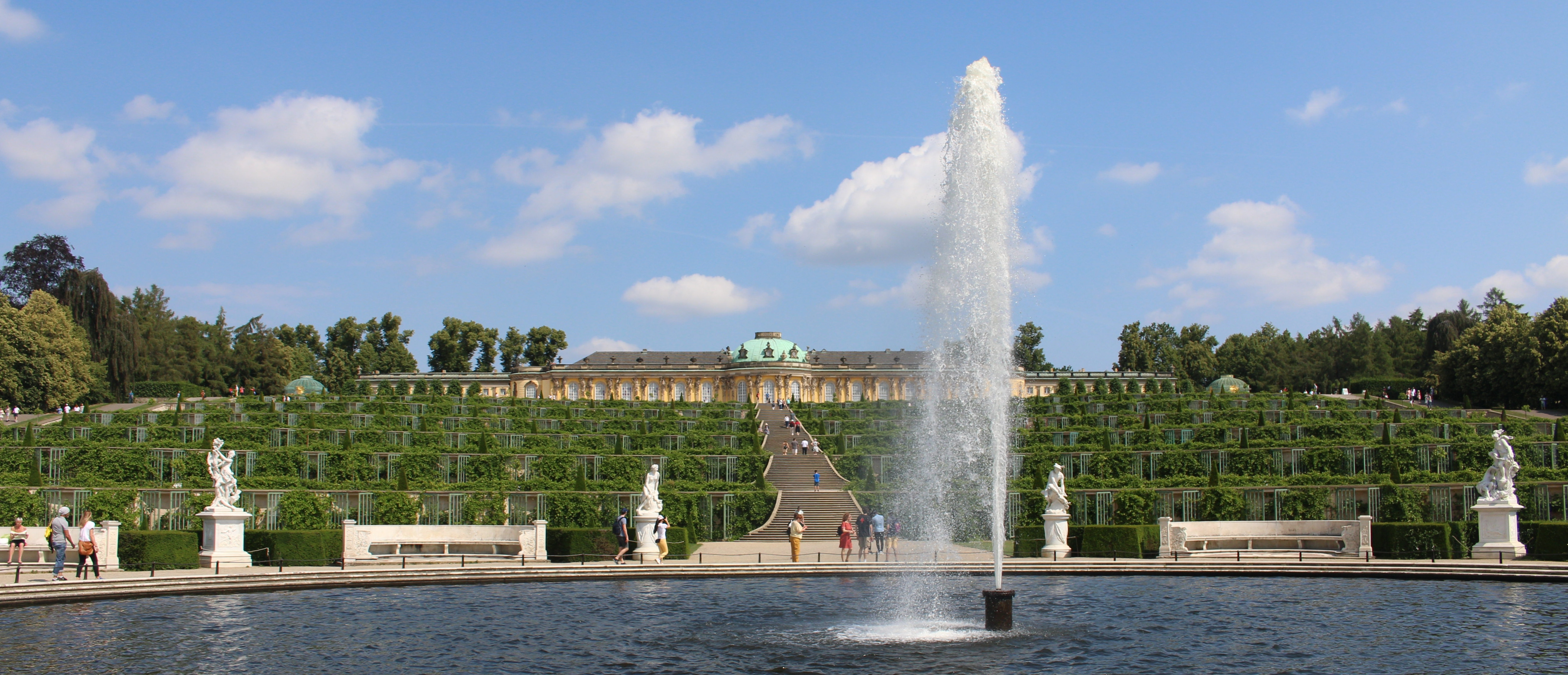
Einige Außenaufnahmen entstanden in den Gärten von Schloss Sanssouci.

Die Orte der Handlung sind Berlin und Potsdam, die Zeit eine fiktive friedenszeitliche Gegenwart. Horst Kuhlmann ist am Konservatorium der beste Pianist und wird von seinem Professor ausgewählt, in einem geplanten Konzert der Schule ein Solo zu spielen. Da lernt er zwei hübsche Studentinnen der Gartenarchitektur kennen: die kesse Lindy und die besonnenere Luise, die beste Freundinnen sind und beide in einer Pension in Potsdam wohnen. In Luise verliebt Horst sich auf den ersten Blick; die Chemie der lachlustigen drei jungen Leute ist jedoch so gut, dass sie auf Anhieb Freundschaft schließen und sich verabreden, am Wochenende gemeinsam Schloss Sanssouci zu besuchen. Den Nachmittag am Schloss verbringen sie in großer Ausgelassenheit; danach laden die Freundinnen Horst in ihre Pension zu einer Bowle ein. Hochgestimmt schlagen sie ihm im Laufe des Abends vor, aus seinem Mansardenzimmer auszuziehen, sich als Luises Vetter auszugeben und ebenfalls in die Pension einzuziehen.
Eine besondere Beziehung entsteht zwischen Horst und Herrn Rettich, dem Besitzer der Pension, der sich ein bisschen als Mentor seiner jungen Gäste sieht. Während die Wirtschafterin, Fräulein von Wartenberg, sich von Horst kokett um die Finger wickeln lässt, hat dieser vor Herrn Rettich spontan Respekt und gesteht, dass die Geschichte mit dem Verwandtschaftsverhältnis geschwindelt war. Horsts Aufrichtigkeit imponiert Rettich so, dass er ihm trotzdem erlaubt, in der Pension ein Zimmer zu beziehen.
Für das bevorstehende Konzert müsste Horst hart arbeiten und gewissenhaft die Orchesterproben besuchen. Er ist während der Proben jedoch unaufmerksam, gewöhnt sich das Zuspätkommen an und verlangt, wenn er mit Luise und Lindy verabredet ist, die Proben auch vorzeitig verlassen zu dürfen. Bei den Kommilitonen kommt das nicht gut an.

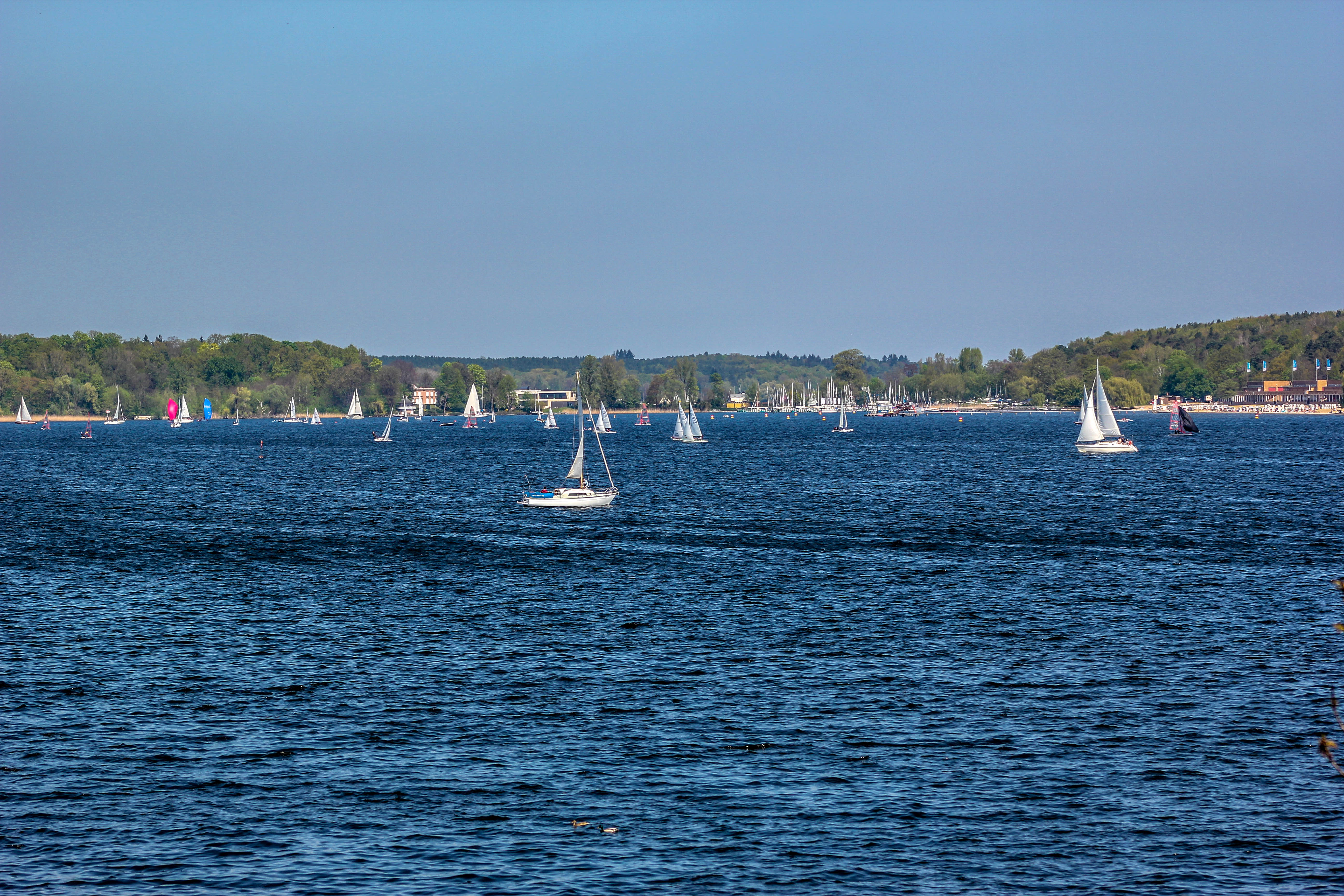
Der Große Wannsee

Als eine gemeinsame Dampferfahrt der drei Freunde auf dem Berliner Wannsee nicht klappt, weil der Dampfer überfüllt ist, signalisieren die jungen Frauen, dass sie gern segeln würden. Obwohl er sich das Geld dafür erst leihen muss, kauft Horst ein kleines Boot. Als Luise Geburtstag hat, überrascht er sie und Lindy mit einer Ausfahrt auf dem Wannsee, die sich bis in die Nacht hinein ausdehnt, sodass sie gemeinsam im Boot schlafen. Als Horst Luise in dieser Nacht seine Liebe erklärt, ist diese glücklich, weist ihn aber zurück, denn Lindy soll sich nicht zurückgesetzt fühlen. Lindy entgeht aber nicht, was zwischen Luise und Horst vor sich geht, und sie nimmt das übel.
Als die Segeltour am folgenden Tag fortgesetzt wird, kommt es fast zu einer Kollision mit einem anderen Segler und das kleine Boot kentert. Boot und Besatzung werden vom Fahrer eines Motorboots gerettet, Herrn Lorenz, einem jungen Architekten, der sich dem Trio vorübergehend als Vierter anschließt. Als er erfährt, dass Luise und Lindy Gartenarchitektur studieren, schlägt er ihnen eine berufliche Zusammenarbeit vor. Horst ist eifersüchtig und gekränkt und vermeidet es, mit Lorenz erneut zusammenzukommen. Luise dagegen lässt sich von Lorenz zu einer Ausfahrt im Auto einladen. Als er ihr den Hof macht, weist sie ihn aber zurück.
Horst glaubt, dass Luise von einem Mann wie Lorenz beeindruckt sein müsse, weil dieser bereits im Beruf steht und einer Frau etwas zu bieten hat. Das bringt ihn ins Grübeln, und er fragt sich, ob er, um Luise gewinnen zu können, nicht sein Studium abbrechen und schnell irgendeine Arbeit annehmen sollte.
Es kommt zu einer Aussprache zwischen Luise und Lindy, die dabei erfahren, dass sie beide Horst lieben. Auch Luise und Horst sprechen sich miteinander aus, wobei Luise zwar erkennen lässt, dass sie nicht Lorenz, sondern Horst liebt, diesen aber erneut zurückweist: nun deshalb, weil sie möchte, dass er sein Studium ordentlich fortsetzt. Horst reagiert auf dieses Signal und wendet sich seiner Ausbildung wieder mit gewohntem Eifer zu. Da er bei den Proben zu oft gefehlt hat, teilt sein Professor ihm aber mit, dass er im Konzert nicht mitwirken darf.
Horst ist von dieser Entscheidung schwer getroffen und bedarf verzweifelt des Trostes von Luise, die, weil sie nach Berlin fahren musste, jedoch nicht zur Verfügung steht. In seinem Gefühlsaufruhr verbringt er die Nacht mit Lindy, die nur zu glücklich ist, endlich einmal von ihm gebraucht zu werden.
Als Luise wieder da ist, wagt Horst kaum, ihr in die Augen zu schauen. Herr Rettich, dem nicht entgangen ist, dass zwischen den drei jungen Leuten ernstliche Probleme entstanden sind, redet Horst zu, die Pension zu verlassen und wieder in seine alte Mansarde zu übersiedeln. Horst folgt dem Rat.
Auf einem Fest, zu dem Lorenz die drei Freunde eingeladen hat, kommt es erneut zu einer Aussprache. Lindy legt Luise offen, dass sie mit Horst eine Nacht verbracht hat und dadurch Anspruch auf ihn zu haben glaubt. Horst kann das nicht leugnen, beschwört aber, dass er nur Luise liebt. Als er Luise bittet, auf ihn, wenn er sein Studium fortsetzt und abschließt, zu warten, willigt sie gern ein. Später bestätigt Lindy ihrer Freundin, dass Horst sie, Lindy, gar nicht liebt.
Horst wirft sich mit Fleiß in seine Ausbildung, um das Luise gegebene Versprechen erfüllen zu können.

## Produktion und Uraufführung
Produzent Hans Schönmetzler hatte seine Laufbahn in der späten Stummfilmzeit als Regieassistent und als Aufnahmeleiter begonnen und war von der Ufa erst seit Kriegsbeginn als Herstellungs- bzw. Produktionsleiter eingesetzt worden. Fast alle Filme, an denen er in dieser Funktion mitgewirkt hat – Junge Herzen eingeschlossen –, wurden von der Alliierten Militärzensur nach 1945 als Propagandafilme eingestuft, mit der Konsequenz, dass sie zunächst nicht wieder aufgeführt werden durften.
Boleslag Barlow war eigentlich Hausregisseur der Terra Film; Junge Herzen ist der einzige Film, den er in der NS-Zeit für die UFA inszeniert hat.
Weitere Mitglieder des Produktionsstabs:
- Aufnahmeleiter: Kurt Paetz
- Regieassistenz: Arndt Liebster
- Bauten: Anton Weber
- Kostüme: Gertrud Steckler
- Ton: Jakob Verwys, Anton Rambousek

Der männliche Hauptdarsteller, der 24-jährige Harald Holberg, gab in Junge Herzen sein Filmdebüt. Für sein Casting war hilfreich, dass er – was für die Kamera schwer zu simulieren ist – tatsächlich Klavier und Geige spielen konnte. Holberg war – ungewöhnlich für einen jungen Mann in Zeit des Zweiten Weltkrieges – nach kurzem Wehrdienst freigestellt worden, um 1941 zunächst am Theater und später auch im Film arbeiten zu können. Bis 1961 war er noch oft in Filmen zu sehen, eine Hauptrolle erhielt er jedoch nie wieder.
Seine Leinwandpartnerin, die 17-jährige Lisca Malbran, hatte in ganz kleinen Rollen schon zweimal vor der Kamera gearbeitet und trat hier in ihrer ersten Hauptrolle auf. Nach Abschluss der Dreharbeiten wirkte sie in einer Nebenrolle an der Produktion des Films Heidesommer mit, der wegen des Krieges unvollendet blieb. Nach russischer Kriegsgefangenschaft starb sie 1946 in Kopenhagen; Malbran wurde nur 20 Jahre alt. Ihre Mitspielerin, die 19-jährige Ingrid Lutz, war, bevor sie in Junge Herzen ihre erste große Rolle hatte, ebenfalls zweimal in kleinen Filmrollen aufgetreten. Regisseur Barlog setzte sie in seinem folgenden Film Seinerzeit zu meiner Zeit, ebenso wie Holberg, ein weiteres Mal ein, beide allerdings in Nebenrollen. In einer Hauptrolle trat Lutz, die auch eine ausgebildete Tänzerin war, erst in dem 1952 uraufgeführten Revuefilm Traumschöne Nacht wieder auf.
Die Dreharbeiten für Junge Herzen begannen am 12. Februar 1943 und endeten im Juni. Die Außenaufnahmen wurden in Berlin, Potsdam und Umgebung gemacht, die Innenaufnahmen im Studio Neubabelsberg und im Hostivar-Studio in Prag. Der Film ist in Schwarzweiß und 35 mm bei einem Seitenverhältnis von 1:1,37 produziert.
Der Song des Films, Heute abend in der blauen Stunde, ist von Werner Bochmann komponiert und von Erich Knauf getextet. Gesungen wird er von Traute Rose.
Bei der Zensurvorlage am 21. September 1944 (Jugendverbot) hatte der Film eine Länge von 2477 Metern bzw. 90 Minuten. Den Verleih übernahm zunächst die Deutsche Filmvertriebs GmbH, Berlin. Die Uraufführung fand am 30. November 1944 im Berliner Kino Astor statt.
Aufgrund einer Entscheidung der alliierten Militärzensur durfte der Film nach dem Ende des Zweiten Weltkrieges zunächst nicht aufgeführt werden. Der FSK lag er am 23. Januar 1950 in einer 2375 Meter bzw. 87 Minuten langen Fassung vor. Im Fernsehen wurde er erstmals am 31. Oktober 1962 gezeigt (DFF1).

## Kritik
Das Lexikon des Internationalen Films schrieb: „Von Theaterregisseur Barlog als wehmütige Liebeskomödie inszeniert. Ansichten von Berlin, Potsdam, Sanssouci und der Havel huschen vorbei.“